# مقاطعة قوتشان
مقاطعة قوتشان (بالفارسية: شهرستان قوچان) هي إحدى مقاطعات محافظة خراسان رضوي في إيران. كان عدد سكان المقاطعة سنة 2006 حوالي 179,613 نسمة.